# Vernaccia di San Gimignano
Vernaccia di San Gimignano è una DOCG riservata a un vino bianco prodotto in una ristretta zona della Toscana coincidente con il territorio comunale di San Gimignano in provincia di Siena. È stato il primo vino italiano a ricevere la Denominazione di origine controllata nel 1966.

## Zona di produzione
Terreni collinari nel comune di San Gimignano.

## Storia
La presenza della viticoltura nell’area di San Gimignano risale all’epoca etrusca, di cui si hanno numerose testimonianze archeologiche, ma il vitigno Vernaccia è stato introdotto nel territorio di San Gimignano nel corso del XII secolo da Vieri de' Bardi. Per quanto riguarda la Vernaccia di San Gimignano, gli "Ordinamenti delle Gabelle del Comune" risalenti al 1276 obbligavano al pagamento di una tassa di tre soldi per ogni soma di Vernaccia esportata.
L'origine del nome Vernaccia è piuttosto incerto, forse prende il nome dal latino vernaculum (=del posto) oppure, come ipotizzò il poeta seicentesco Marchio Lucidi, da Verno, gelido. Secondo il Vocabolario Treccani deriva invece dal toponimo Vernazza, borgo delle Cinque Terre, ove veniva prodotto un vino dallo stesso nome sin dal Medioevo.
Dante Alighieri nella sua Divina Commedia aggirandosi tra i golosi del Purgatorio, incontra Papa Martino IV reo di essere stato vinto troppo spesso dalla voglia di Vernaccia
Bonagiunta da Lucca: e quella faccia

di Ià da lui più che l'altra trapunta

ebbe la Santa Chiesa e le sue braccia:

dal Torso fu, e purga per digiuno

l'anguille di Bolsena e la Vernaccia»
(Dante Alighieri, Divina Commedia, Purg. XXIV,19-24)
Citata anche da Giovanni Boccaccio nel suo Decameron, specificatamente nella descrizione del paese di Bengodi in una delle novelle.
Nel 1468 la Vernaccia va ad allietare gli invitati al banchetto di nozze dei Medici-Rucellai, poi i pasti di Lorenzo il Magnifico documentati dalle continue richieste scritte che faceva al Comune di San Gimignano.
Un giudizio antico di Sante Lancerio, bottigliere del papa Paolo III, nella lettera d'ordine di 80 fiaschi al Comune di San Gimignano, si rammaricava della sua insufficiente produzione:«... è una perfetta bevanda da Signori et è gran peccato che questo luogo non ne faccia assai.».
Più recentemente, uno studio, a cui ha partecipato l'Università di Siena, ha evidenziato una sostanziale uniformità genetica delle viti in produzione, riconducibile al fatto che tutte hanno una radice comune, senza infiltrazioni nel corso dei secoli di altri vitigni provenienti da altre regioni.

## Tecniche di produzione
Nella designazione deve figurare l'annata di produzione delle uve.
Le bottiglie devono essere di vetro e di forma bordolese

## Disciplinare
La DOC è stata approvata con DPR 03.03.1966 G.U. 110

La DOCG è giunta con D.M. 09.07.1993 GU 169

Successivamente il disciplinare ha subito le seguenti modifiche:
- DM 26.11.2010 GU 289
- DM 30.11.2011 G.U. 295 – 20.12.2011

La versione in vigore è stata approvata con D.M. 07.03.2014 pubblicato sul sito ufficiale del Mipaaf.

## Tipologie

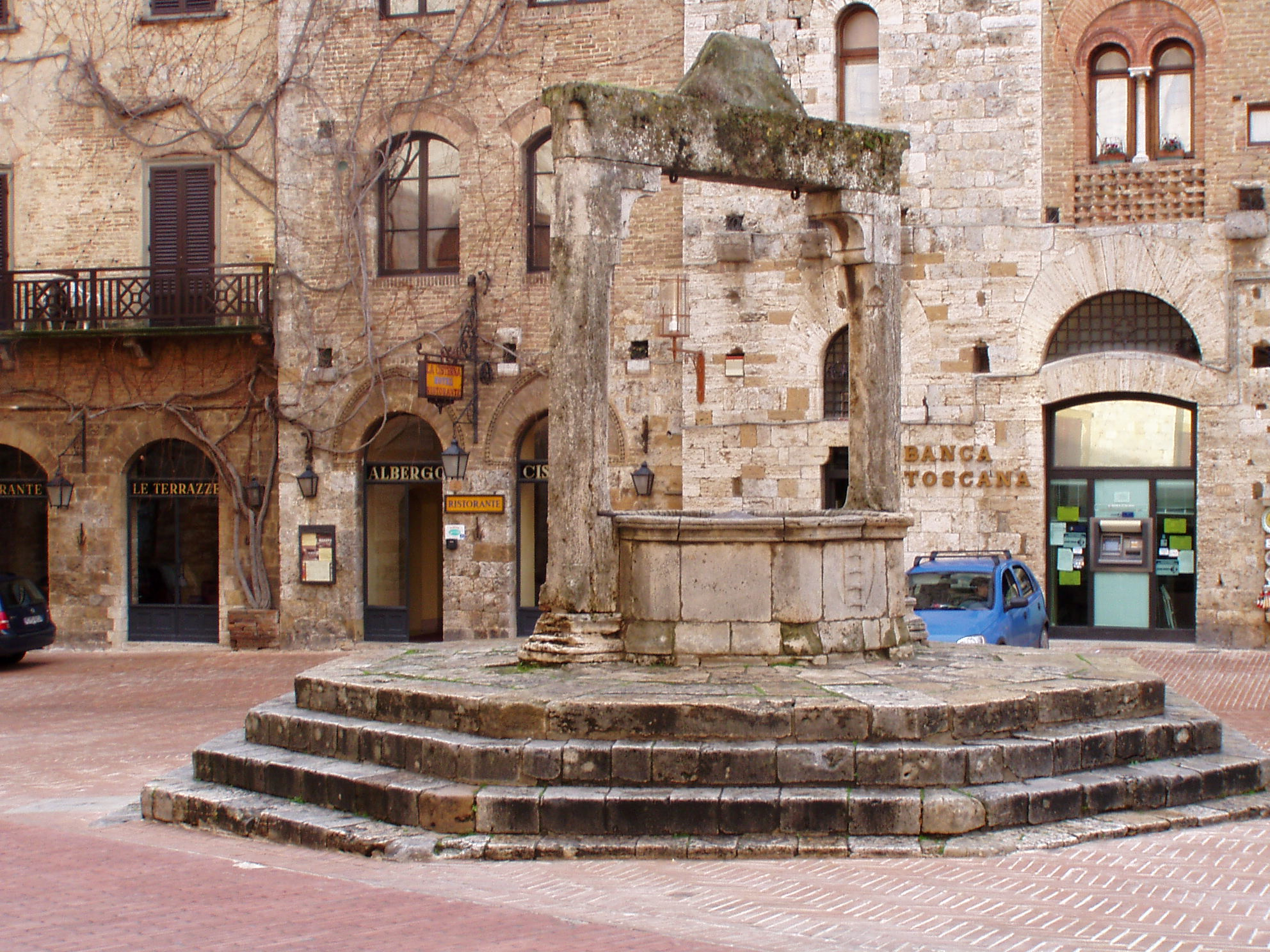
Piazza della cisterna a San Gimignano.

### Vernaccia di San Gimignano
È consentita la menzione "vigna".
|                                | Vernaccia di San Gimignano | menzione riserva |
| uvaggio                        | Vernaccia di San Gimignano 85% minimo; altri vitigni 15% massimo, di cui Sauvignon e/o Riesling 10% massimo. Vietati Traminer, Müller-Thurgau, Moscato Bianco, Malvasia di Candia, Malvasia Istriana, Incrocio Bruni 54 | Vernaccia di San Gimignano 85% minimo; altri vitigni 15% massimo, di cui Sauvignon e/o Riesling 10% massimo. Vietati Traminer, Müller-Thurgau, Moscato Bianco, Malvasia di Candia, Malvasia Istriana, Incrocio Bruni 54 |
| titolo alcolometrico minimo    | 11,50 % vol. | 12,50% vol. |
| acidità totale minima          | 4,50 g/l. | 4,50 g/l. |
| zuccheri residui               | 4,00 g/l. | 4,00 g/l. |
| estratto secco minimo          | 16,00 g/l | 16,00 g/l |
| resa massima di uva per ettaro | 90 q. | 90 q. |
| resa massima di uva in vino    | 70% | 70% |
| invecchiamento                 | - | 14 mesi, di cui 3 in bottiglia |

#### Abbinamenti consigliati
Primi piatti di salse bianche, fritture varie, piatti di pesce, uova e carni bianche (coniglio). Perfetto l'abbinamento con spezie locali, (specifico per la tipologia Riserva), come lo zafferano (risotto allo zafferano). Ottimo anche come aperitivo o da accompagnamento agli antipasti.